# Brissy-Hamégicourt
Brissy-Hamégicourt est une commune française située dans le département de l'Aisne en région Hauts-de-France.

## Géographie

### Communes limitropohes
La commune est longée à l'ouest par un affluent de l'Oise. Elle est située entre les communes de Brissay-Choigny et de Séry-lès-Mézières.

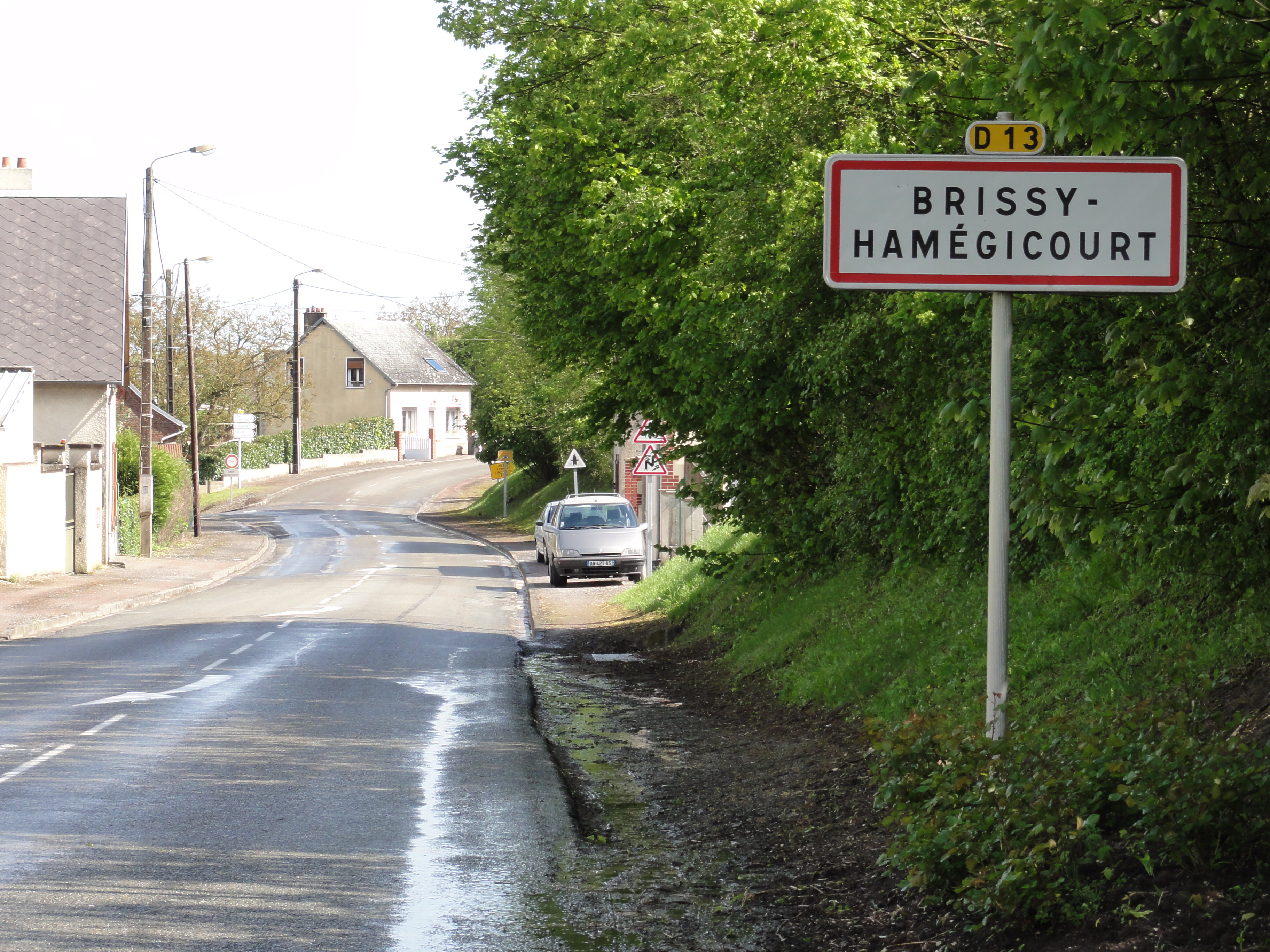
Entrée de Brissy-Hamégicourt.
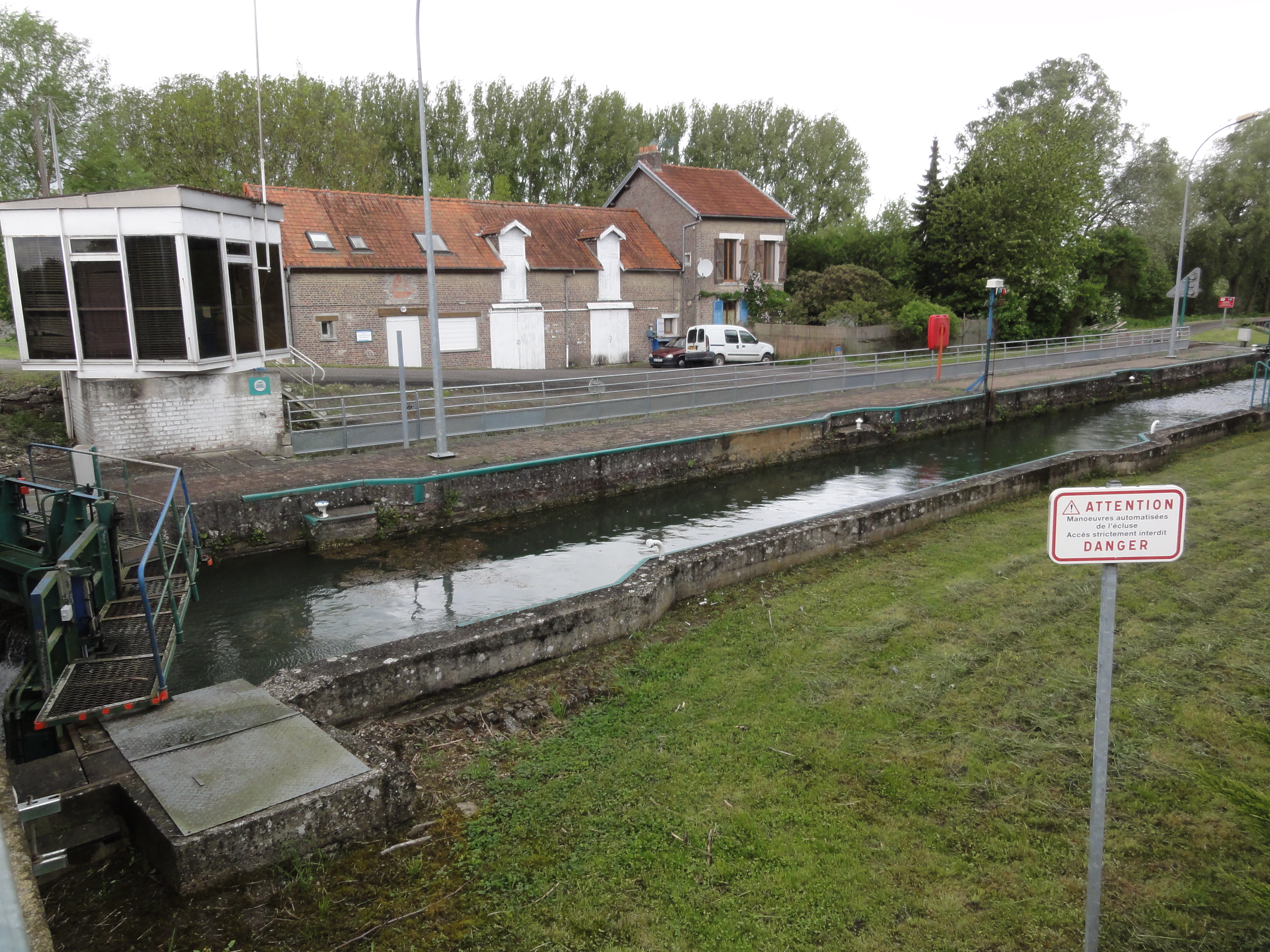
Écluse du canal de la Sambre à l'Oise.

### Hydrographie
La commune est située dans le bassin Seine-Normandie. Elle est drainée par le canal de la Sambre à l'Oise, l'Oise, divers bras de l'Oise,.
L'Oise prend sa source en Belgique, à 309 mètres d'altitude, dans l'ancienne commune de Forges et se jette dans la Seine à 20 mètres d'altitude, au Pointil en rive droite et en aval du centre de Conflans-Sainte-Honorine dans le département des Yvelines. D'une longueur 341 kilomètres, elle est presque entièrement navigable et bordée de canaux sur 104 kilomètres.
Le bras de Oise, d'une longueur de 17 km, prend sa source dans la commune de Châtillon-sur-Oise et se jette  dans l'Oise (rive gauche) à Achery, après avoir traversé huit communes.

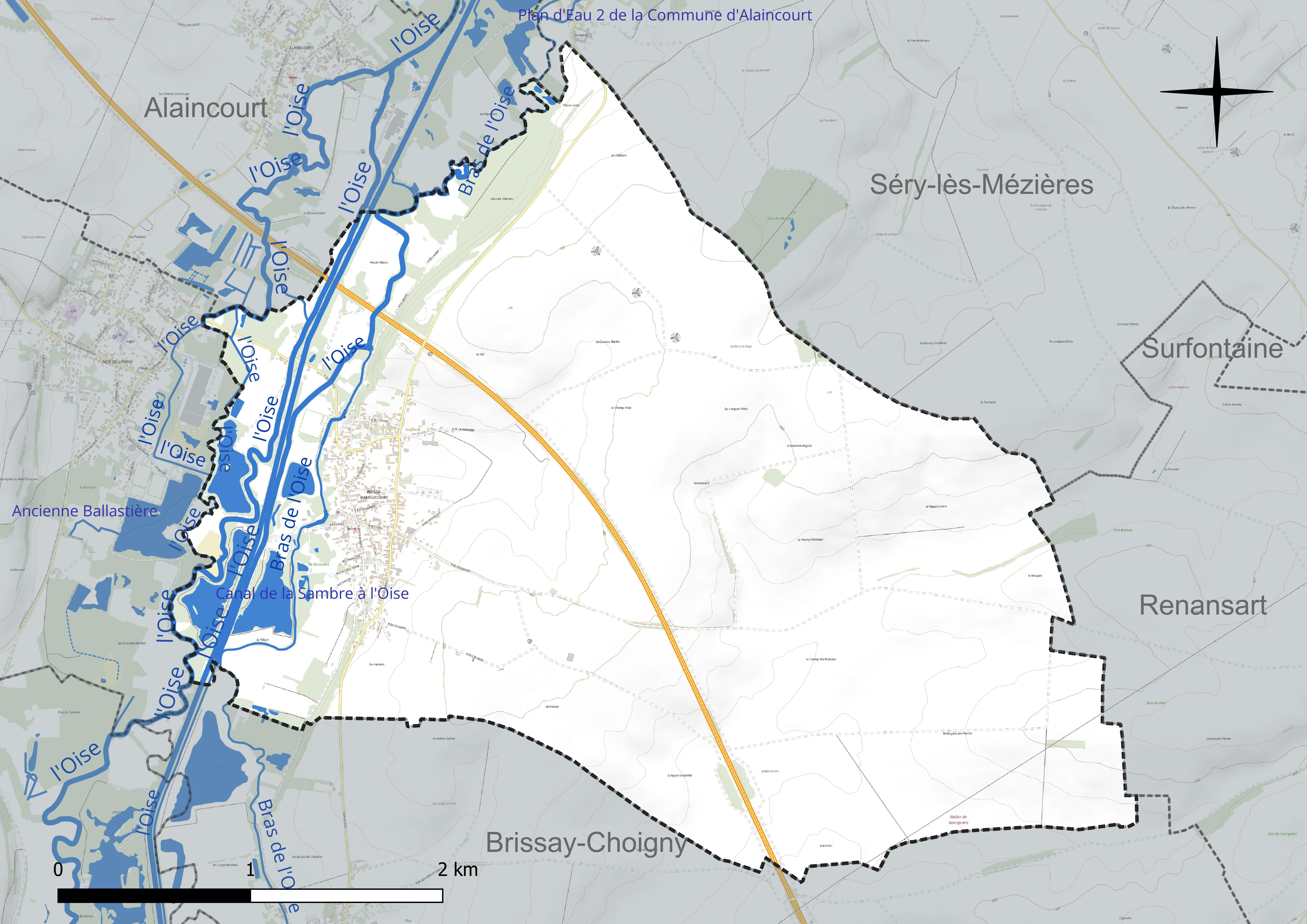
Réseau hydrographique de Brissy-Hamégicourt.

Un plan d'eau complète le réseau hydrographique : le canal de la Sambre à l'Oise (6,3 ha),.

### Climat
Pour des articles plus généraux, voir Climat des Hauts-de-France et Climat de l'Aisne.
En 2010, le climat de la commune est de type climat océanique dégradé des plaines du Centre et du Nord, selon une étude du CNRS s'appuyant sur une série de données couvrant la période 1971-2000. En 2020, Météo-France publie une typologie des climats de la France métropolitaine dans laquelle la commune est dans une zone de transition entre le climat océanique et le climat océanique altéré et est dans la région climatique Nord-est du bassin Parisien, caractérisée par un ensoleillement médiocre, une pluviométrie moyenne régulièrement répartie au cours de l'année et un hiver froid (3 °C).
Pour la période 1971-2000, la température annuelle moyenne est de 10,4 °C, avec  une amplitude thermique annuelle de 15 °C. Le cumul annuel moyen de précipitations est de 711 mm, avec 11,7 jours de précipitations en janvier et 8,9 jours en juillet. Pour la période 1991-2020 la température moyenne annuelle observée sur la station météorologique la plus proche, située sur la commune de Fontaine-lès-Clercs à 13 km à vol d'oiseau, est de 10,8 °C et le cumul annuel moyen de précipitations est de 683,4 mm,. Pour l'avenir, les paramètres climatiques de la commune estimés pour 2050 selon différents scénarios d'émission de gaz à effet de serre sont consultables sur un site dédié publié par Météo-France en novembre 2022.

## Urbanisme

### Typologie
Au 1er janvier 2024, Brissy-Hamégicourt est catégorisée bourg rural, selon la nouvelle grille communale de densité à 7 niveaux définie par l'Insee en 2022.
Elle est située hors unité urbaine. Par ailleurs la commune fait partie de l'aire d'attraction de Saint-Quentin, dont elle est une commune de la couronne,. Cette aire, qui regroupe 120 communes, est catégorisée dans les aires de 50 000 à moins de 200 000 habitants,.

### Occupation des sols
L'occupation des sols de la commune, telle qu'elle ressort de la base de données européenne d'occupation biophysique des sols Corine Land Cover (CLC), est marquée par l'importance des territoires agricoles (89,1 % en 2018), une proportion identique à celle de 1990 (89,1 %). La répartition détaillée en 2018 est la suivante : 
terres arables (78,5 %), prairies (10,6 %), zones urbanisées (4,8 %), eaux continentales (3,1 %), forêts (3 %).
L'évolution de l'occupation des sols de la commune et de ses infrastructures peut être observée sur les différentes représentations cartographiques du territoire : la carte de Cassini (XVIIIe siècle), la carte d'état-major (1820-1866) et les cartes ou photos aériennes de l'IGN pour la période actuelle (1950 à aujourd'hui).

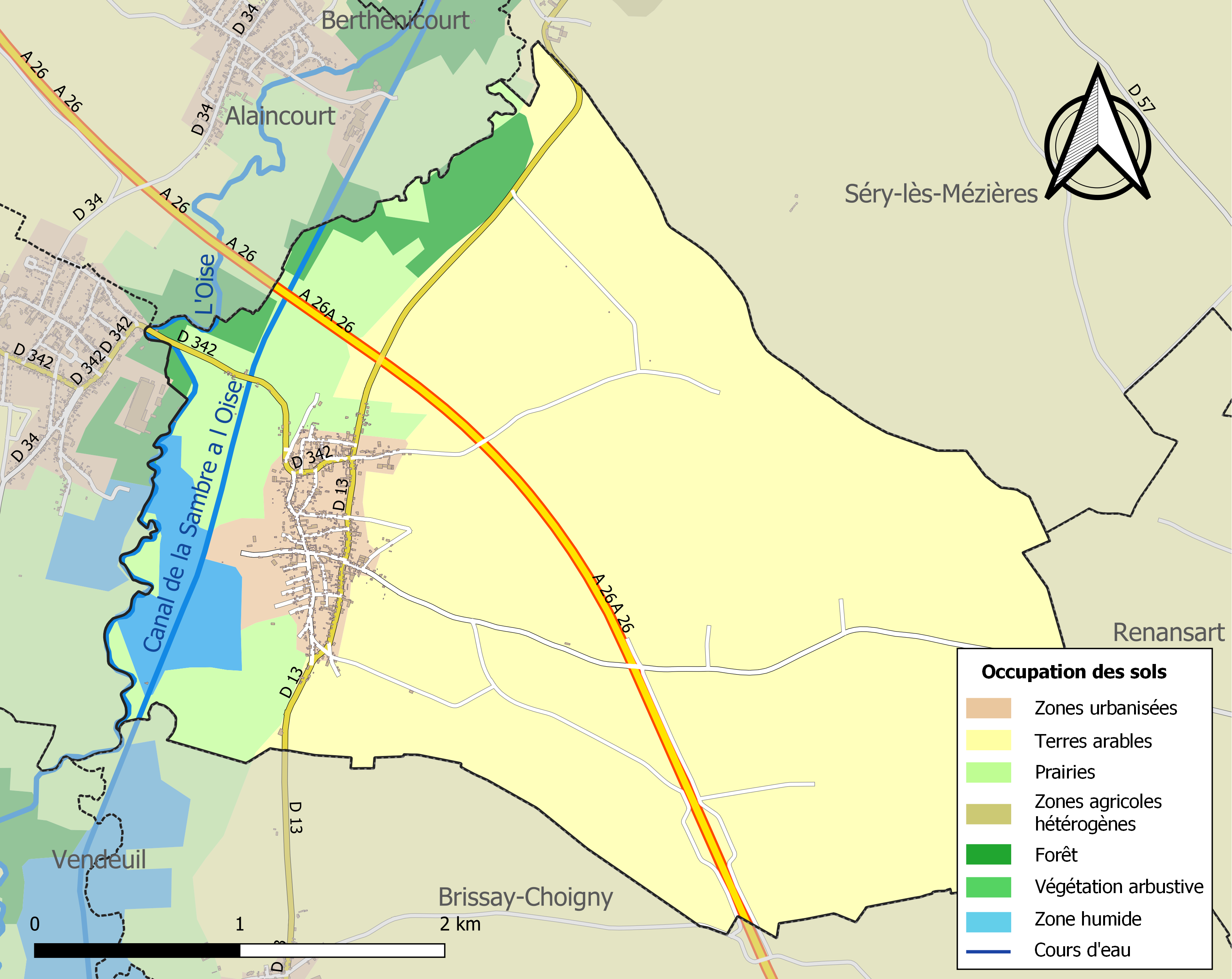
Carte des infrastructures et de l'occupation des sols de la commune en 2018 (CLC).

## Toponymie
|  |

Brissy

Le nom du village apparaît pour la première fois en l'an 1123, sous l'appellation latine de Brissiacus, puis Brisseium, Brisi dans une charte de l'abbaye de Saint-Nicolas-aux-Bois.
Ce nom changera ensuite en fonction des différents transcripteurs : Eclesia Sancti genovefe de Brissiacco, Brissi, Brici, Glriciacum apud Hamegicurtem en 1366 et enfin  l'orthographe actuelle Brissy au XIXe siècle la carte de Cassini.

Hamégicourt

Le nom du village est cité pour la première fois en l'an 1138, sous l'appellation de Hamegicor dans un cartulaire de l'abbaye de Saint-Vincent de Laon, puis Hamigicourt, Hamigecourt, Amegicourt puis Hamegicourt sans accent sur la carte de Cassini vers 1750 et enfin l'orthographe actuelle Hamégicourt au XIXe siècle.

## Histoire
Carte de Cassini
La carte de Cassini montre qu'au XVIIIe siècle, Brissy et Hamegicourt sont deux paroisses distinctes située sur la rive gauche de l'Oise. 

Chacune a son propre moulin à eau installé sur la rivière.

Elles sont traversées par le chemin qui de Guise à La Fère.

On constate qu'il était impossible aux habitants de se rendre à Moy car aucun pont n'était construit pour traverser les différents bras de l'Oise.

Avec le temps, les constructions se sont rapprochées pour ne former qu'une seule commune crée en 1965.

En 1965, Brissy absorbe Hamégicourt (02365).

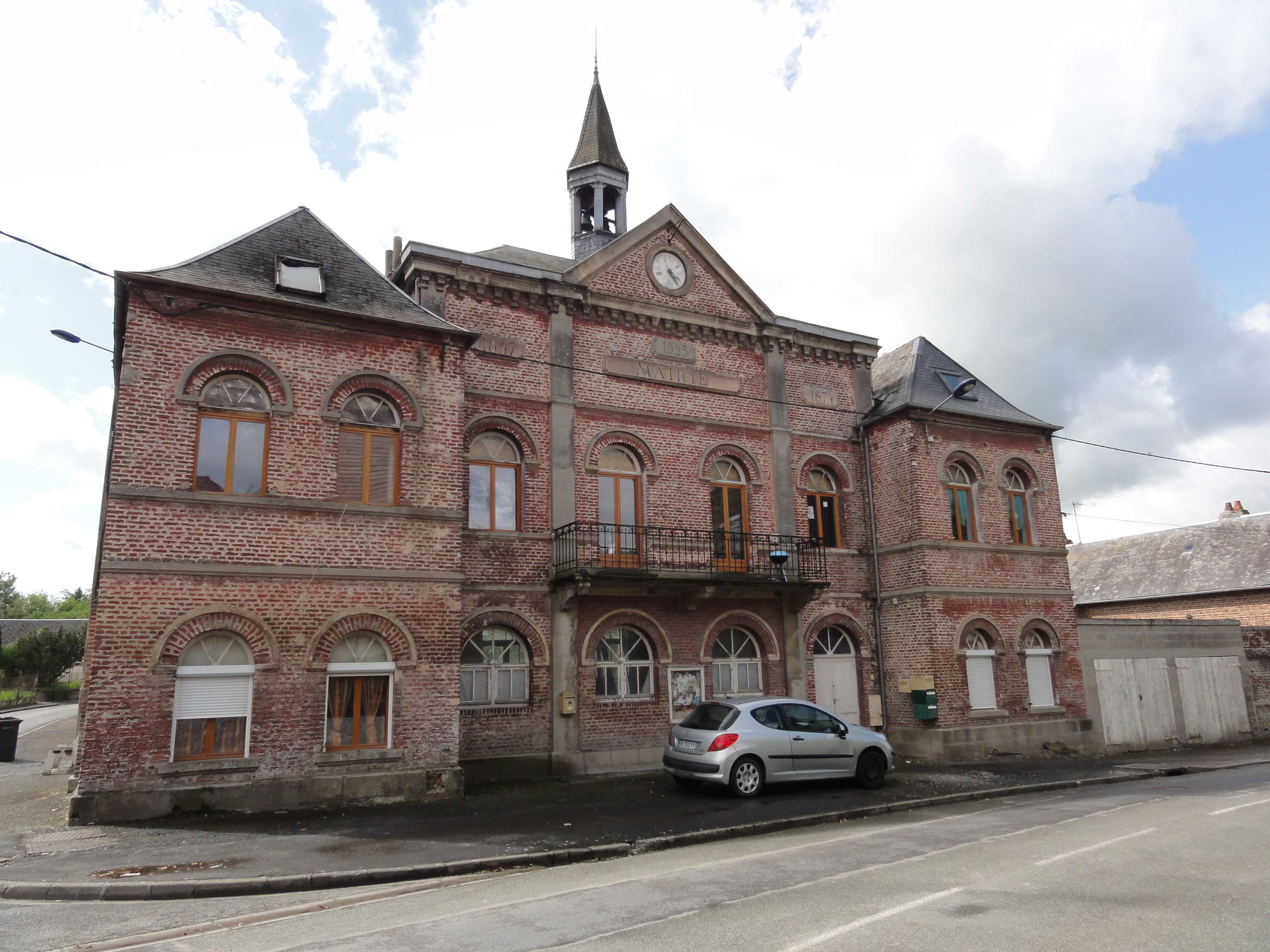
L'ancienne mairie d'Hamégicourt.

## Politique et administration

### Découpage territorial
La commune de Brissy-Hamégicourt est membre de la communauté de communes du Val de l'Oise, un établissement public de coopération intercommunale (EPCI) à fiscalité propre créé le 1er janvier 2014 dont le siège est à Mézières-sur-Oise. Ce dernier est par ailleurs membre d'autres groupements intercommunaux.
Sur le plan administratif, elle est rattachée à l'arrondissement de Saint-Quentin, au département de l'Aisne et à la région Hauts-de-France. Sur le plan électoral, elle dépend du  canton de Ribemont pour l'élection des conseillers départementaux, depuis le redécoupage cantonal de 2014 entré en vigueur en 2015, et de la deuxième circonscription de l'Aisne  pour les élections législatives, depuis le dernier découpage électoral de 2010.

### Administration municipale
| Période                                  | Période                       | Identité             | Étiquette | Qualité                                            |
| ---------------------------------------- | ----------------------------- | -------------------- | --------- | -------------------------------------------------- |
| Les données manquantes sont à compléter. |                               |                      |           |                                                    |
| mars 2001                                | mars 2008                     | Gérard Moreau        |           |                                                    |
| mars 2008                                | mars 2019                     | Jacques Caron        | DVD       | Retraité Démission                                 |
| mai 2019                                 | En cours (au 11 juillet 2020) | Marie-Pierre Abdouli |           | Autres professions Réélue pour le mandat 2020-2026 |

## Démographie
L'évolution du nombre d'habitants est connue à travers les recensements de la population effectués dans la commune depuis 1793. Pour les communes de moins de 10 000 habitants, une enquête de recensement portant sur toute la population est réalisée tous les cinq ans, les populations de référence des années intermédiaires étant quant à elles estimées par interpolation ou extrapolation. Pour la commune, le premier recensement exhaustif entrant dans le cadre du nouveau dispositif a été réalisé en 2008.

En 2022, la commune comptait 653 habitants, en évolution de −0,15 % par rapport à 2016 (Aisne : −1,97 %, France hors Mayotte : +2,11 %).
| 1793 | 1800 | 1806 | 1821 | 1831 | 1836 | 1841 | 1846  | 1851  |
| ---- | ---- | ---- | ---- | ---- | ---- | ---- | ----- | ----- |
| 797  | 823  | 888  | 837  | 956  | 965  | 970  | 1 020 | 1 018 |

| 1856  | 1861  | 1866  | 1872  | 1876 | 1881 | 1886 | 1891 | 1896 |
| ----- | ----- | ----- | ----- | ---- | ---- | ---- | ---- | ---- |
| 1 005 | 1 008 | 1 059 | 1 004 | 912  | 858  | 721  | 678  | 625  |

| 1901 | 1906 | 1911 | 1921 | 1926 | 1931 | 1936 | 1946 | 1954 |
| ---- | ---- | ---- | ---- | ---- | ---- | ---- | ---- | ---- |
| 582  | 524  | 488  | 365  | 364  | 420  | 409  | 400  | 441  |

| 1962 | 1968 | 1975 | 1982 | 1990 | 1999 | 2006 | 2008 | 2013 |
| ---- | ---- | ---- | ---- | ---- | ---- | ---- | ---- | ---- |
| 413  | 814  | 741  | 726  | 715  | 626  | 637  | 640  | 640  |

| 2018 | 2022 | - | - | - | - | - | - | - |
| ---- | ---- | - | - | - | - | - | - | - |
| 653  | 653  | - | - | - | - | - | - | - |

## Culture locale et patrimoine

### Lieux et monuments
- Église Saint-Maixent de Brissy, XVe siècle.
- Église Sainte-Benoite d'Hamégicourt, XVe siècle.
- Petit patrimoine religieux : un oratoire et un calvaire à Brissy.

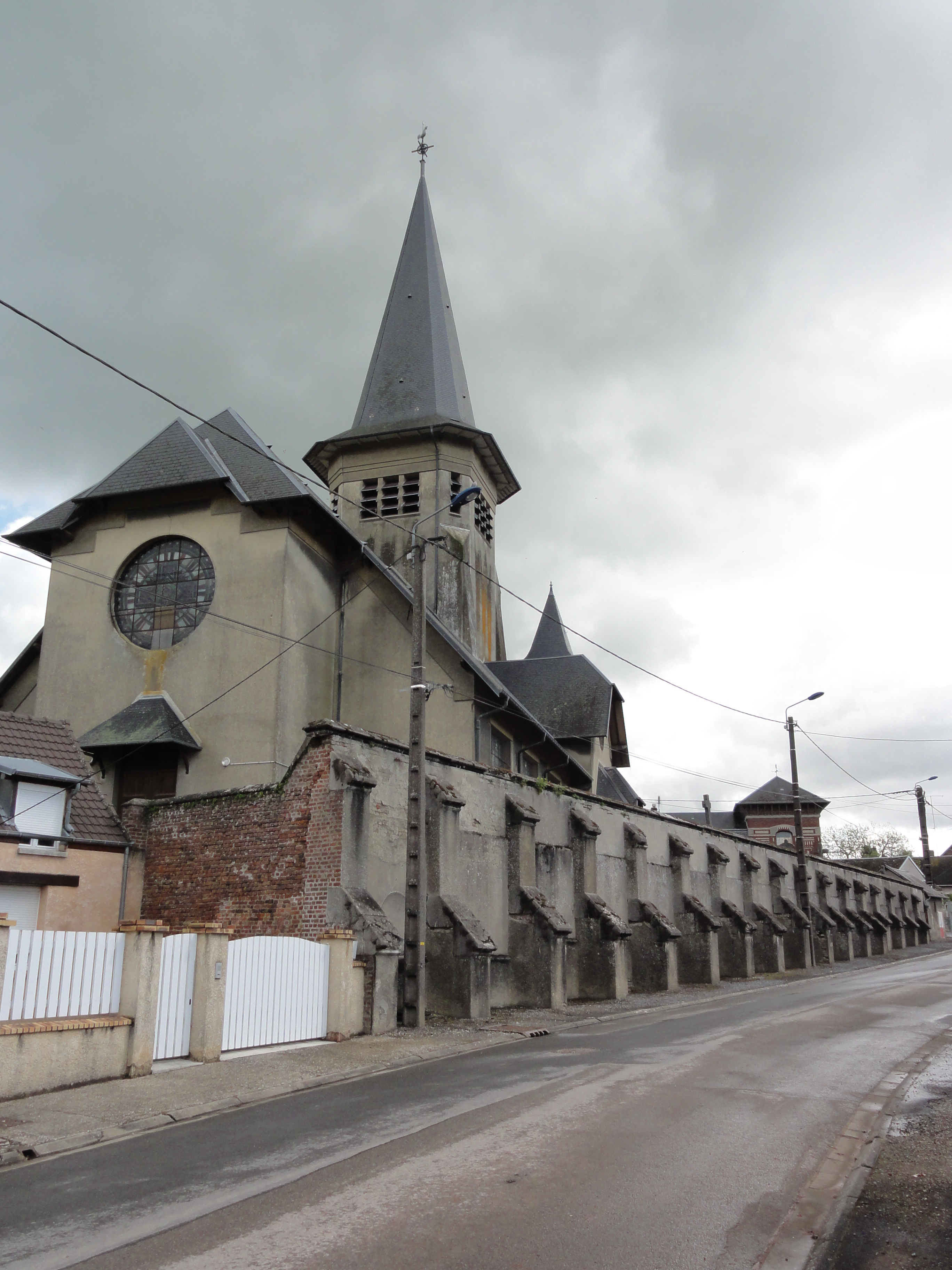
Église Saint-Maixent de Brissy.
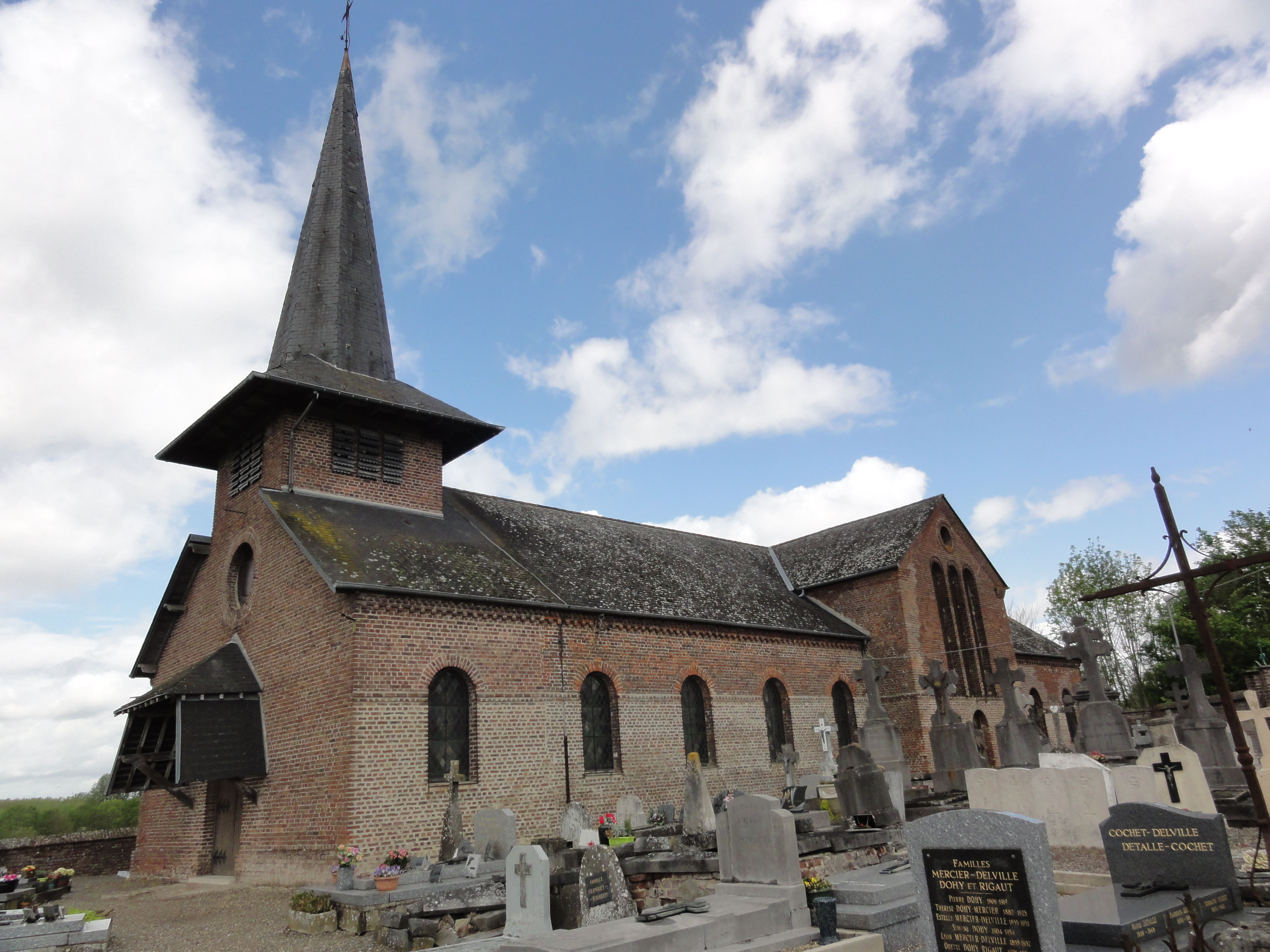
Église Sainte-Benoite d'Hamégicourt.
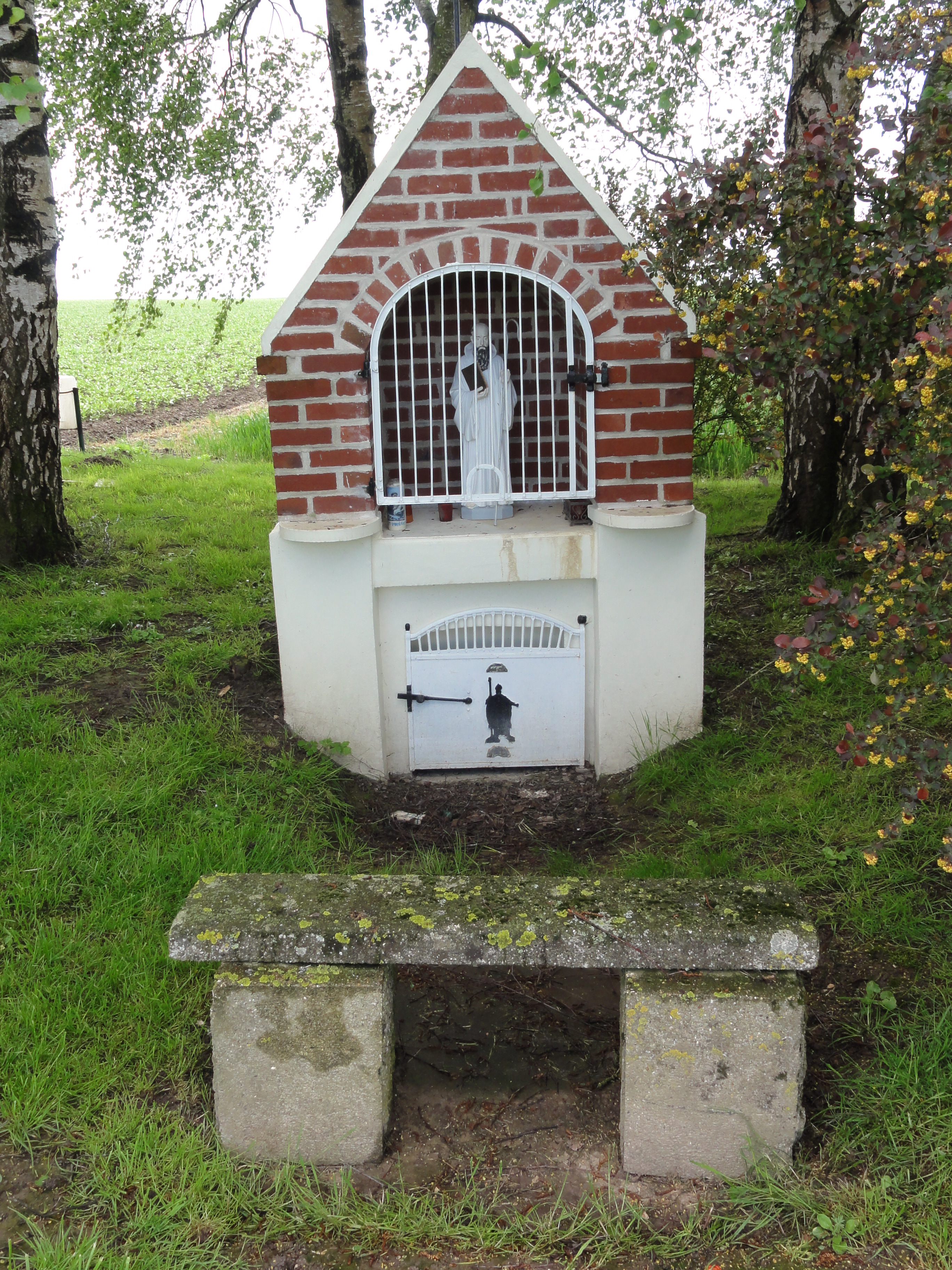
Oratoire de Brissy.
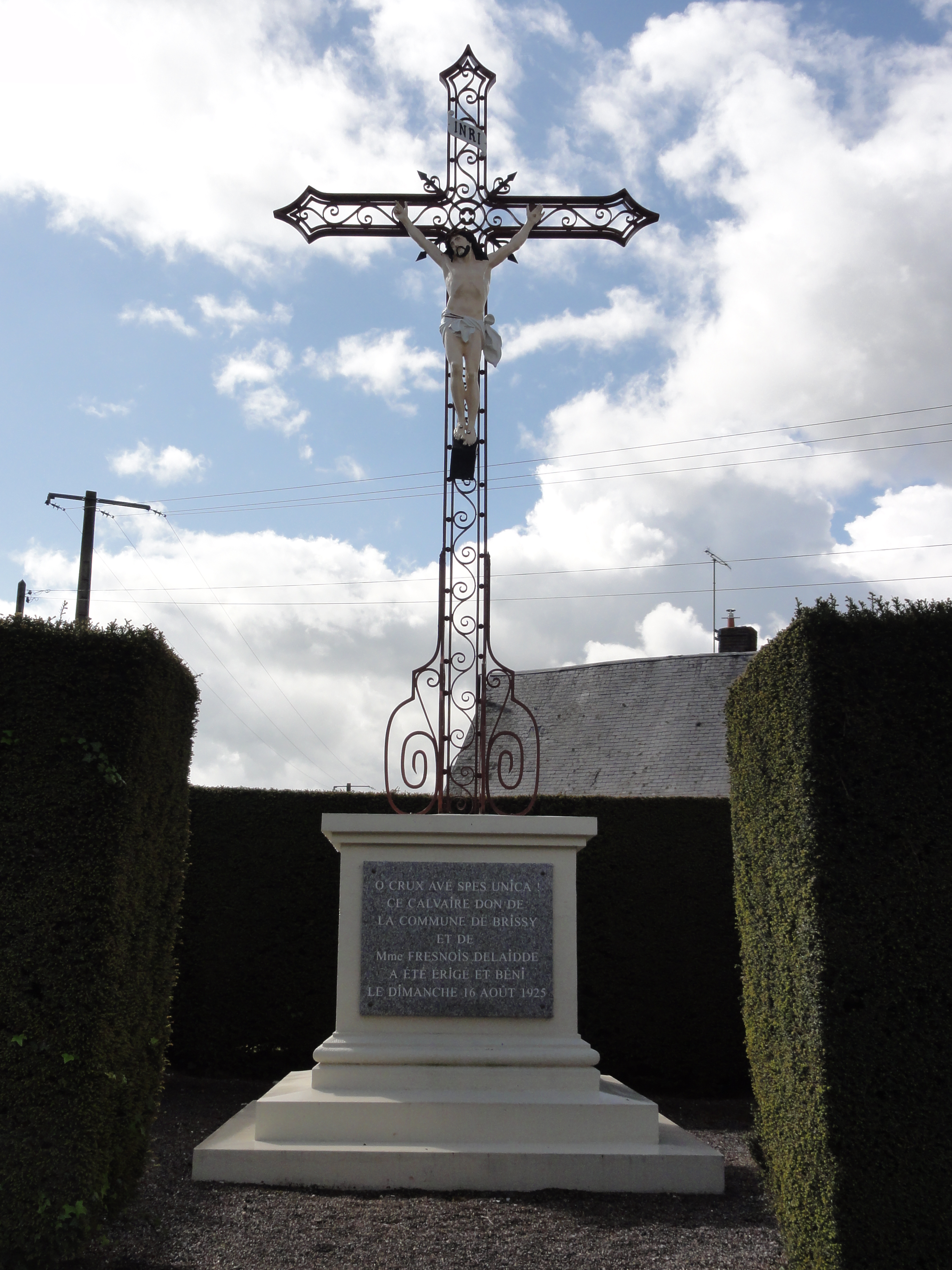
Calvaire de Brissy.

### Mémorials de guerre
- Monument aux morts de Brissy.
- Monument aux morts d'Hamégicourt.
- Mémorial de 5 aviateurs morts le 20 mai 1940 à Hamégicourt.
- Les tombes de la Commonwealth War Graves Commission des cinq aviateurs ainsi que plusieurs tombes de soldats français de la Première et de la Seconde Guerre mondiale. Les tombes sont entretenues autant que possible par un jeune bénévole.

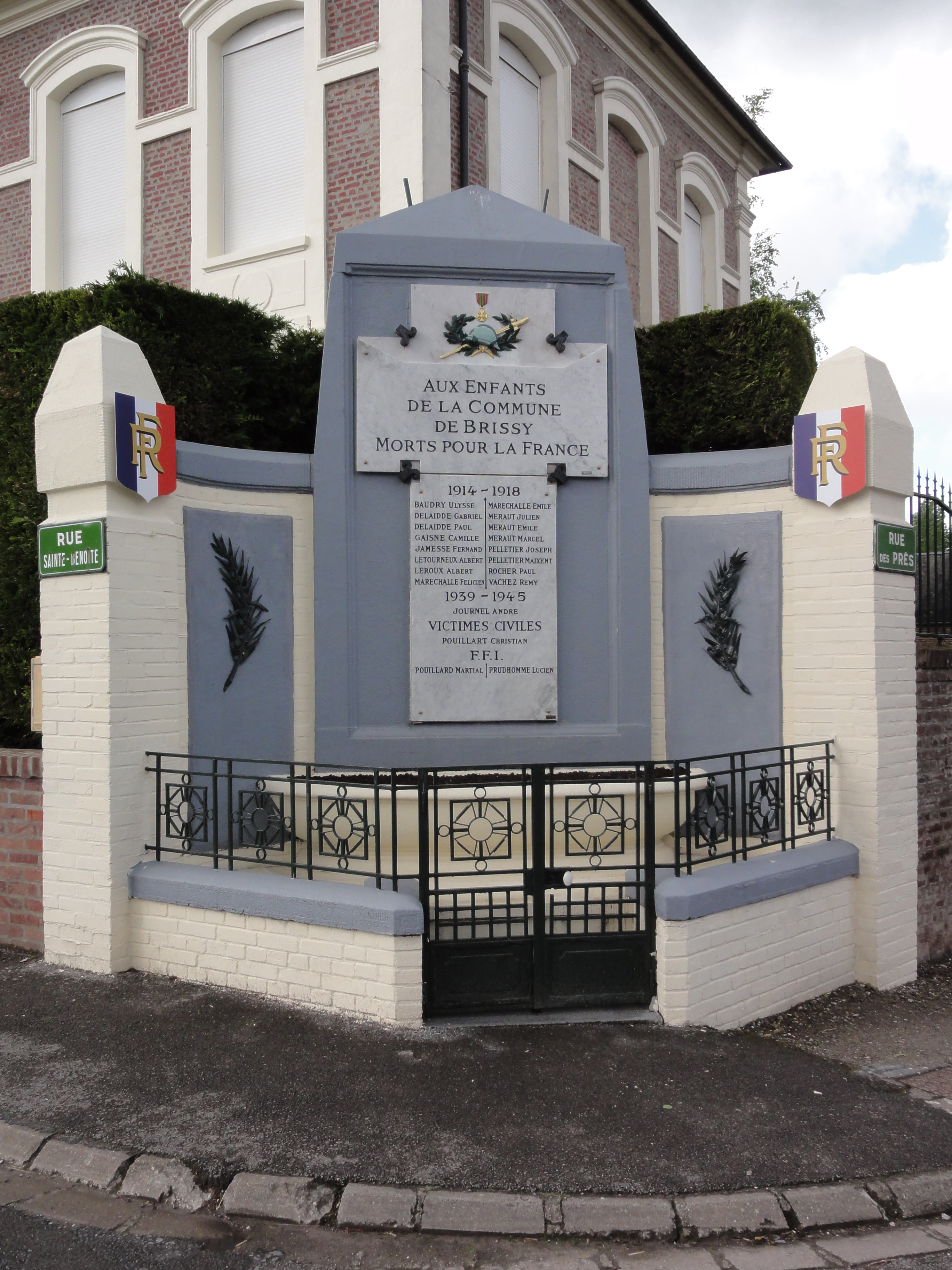
Monument aux morts de Brissy.
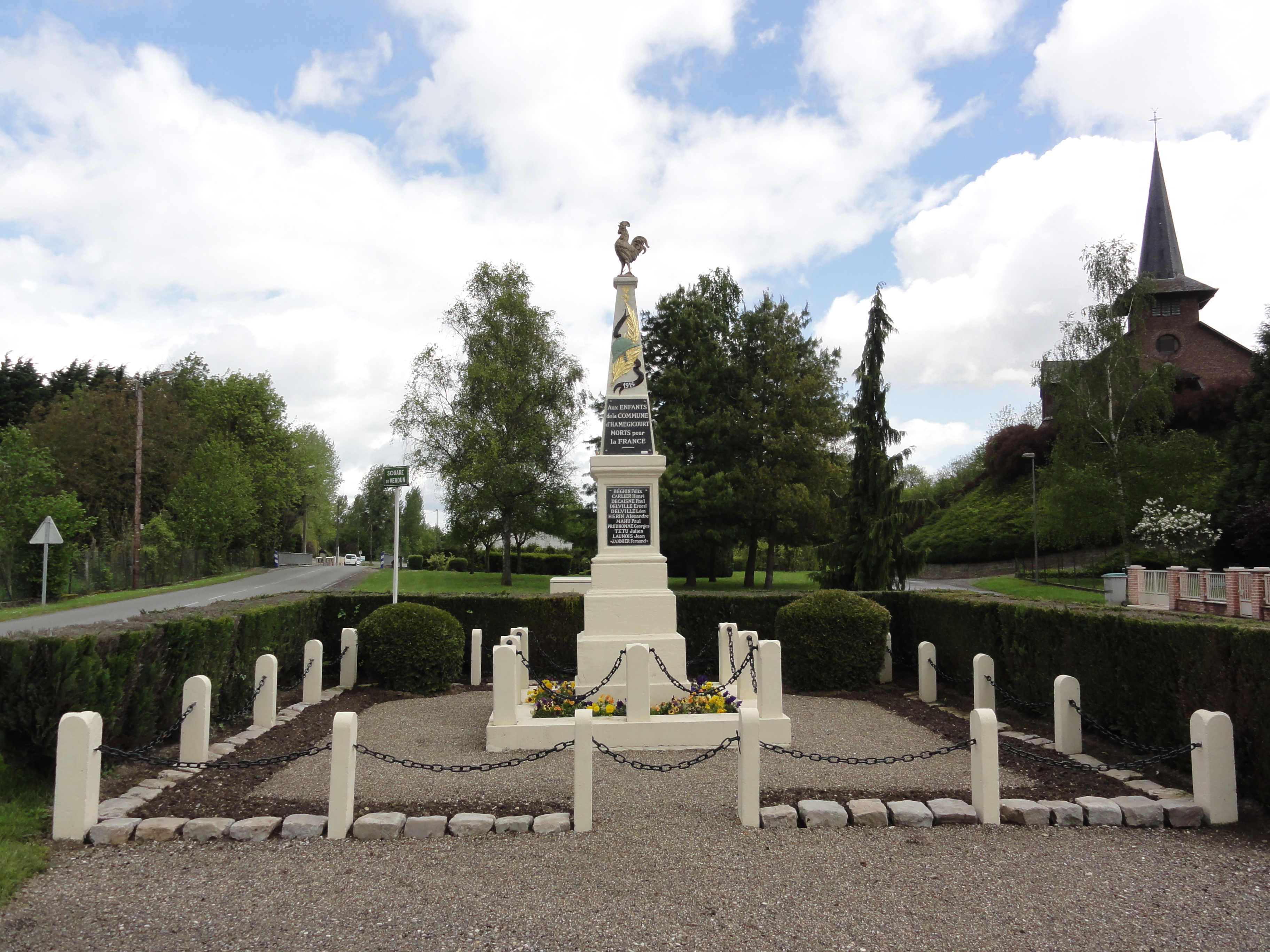
Monument aux morts d'Hamégicourt.
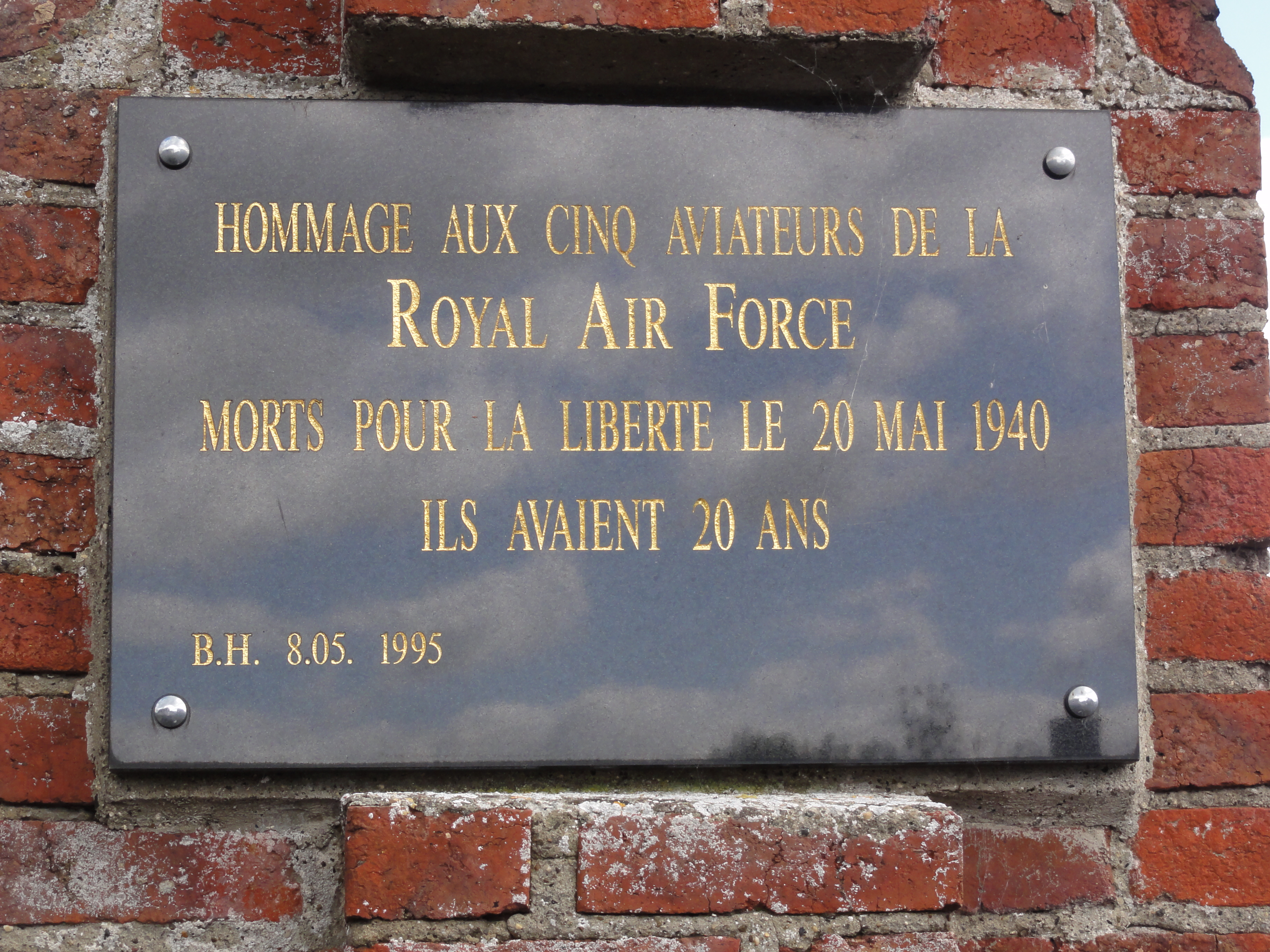
Mémorial des aviateurs.
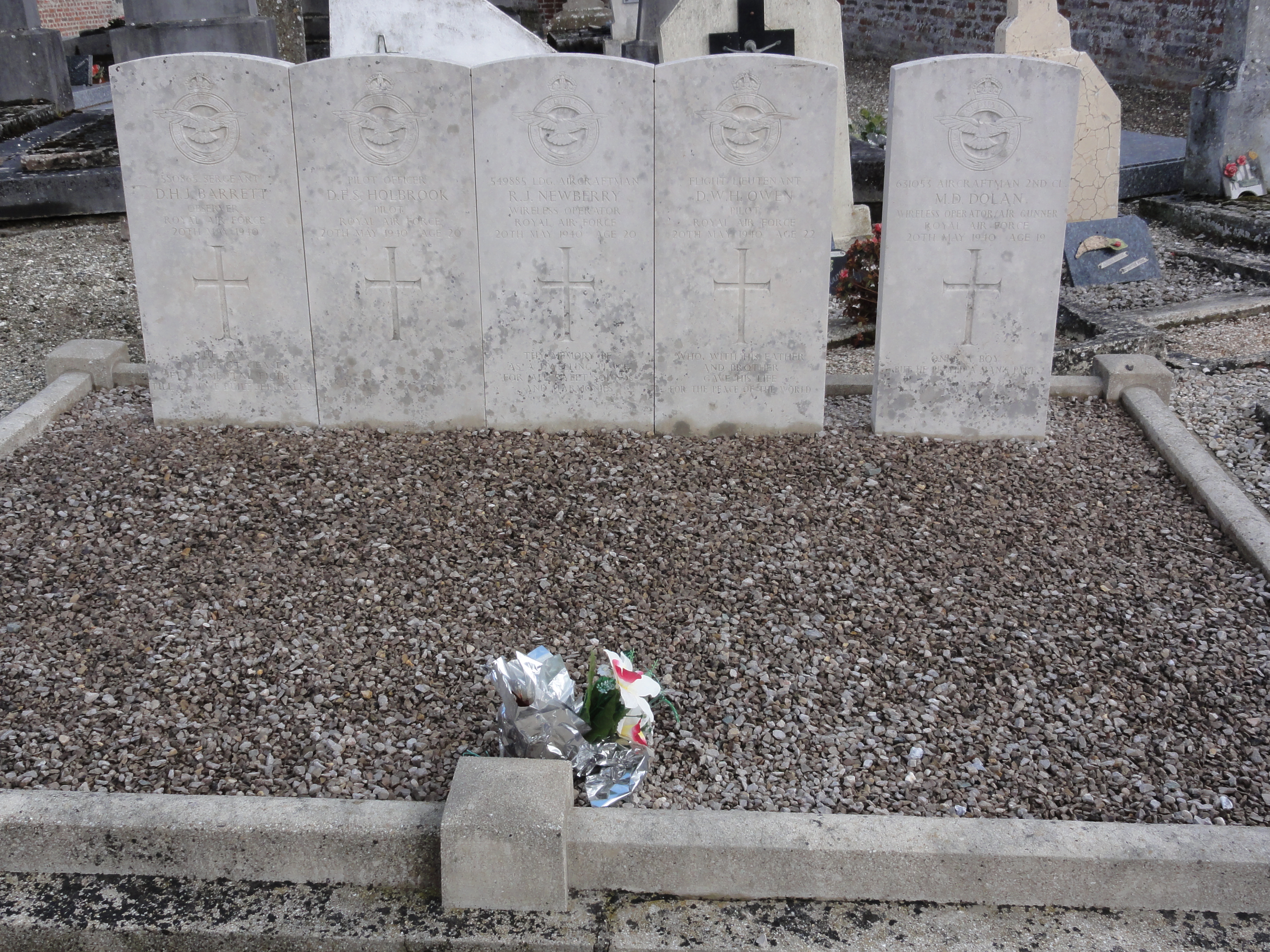
Les tombes (CWGC) des 5 aviateurs.
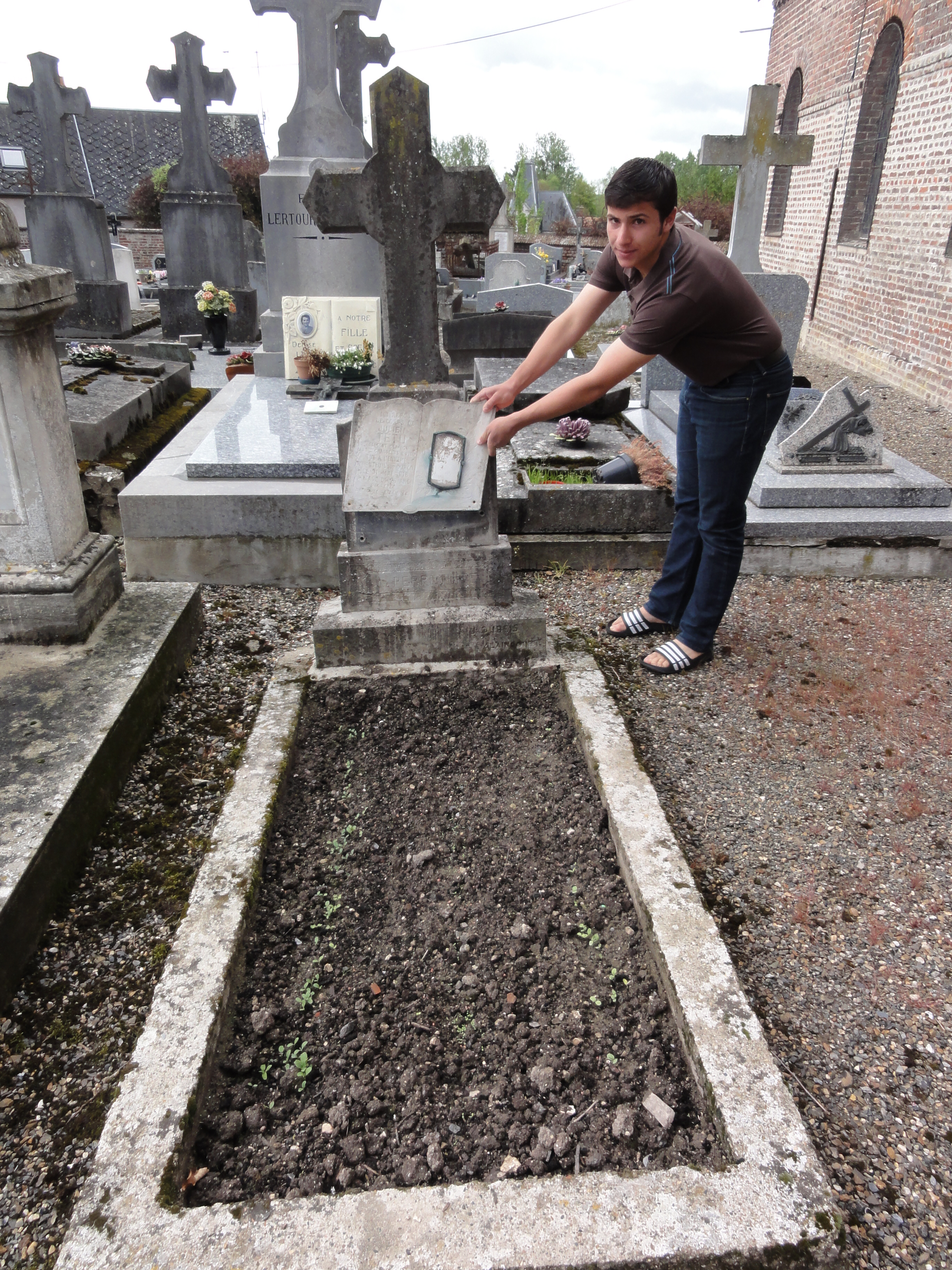
Tombe d'un soldat (1914-1918).
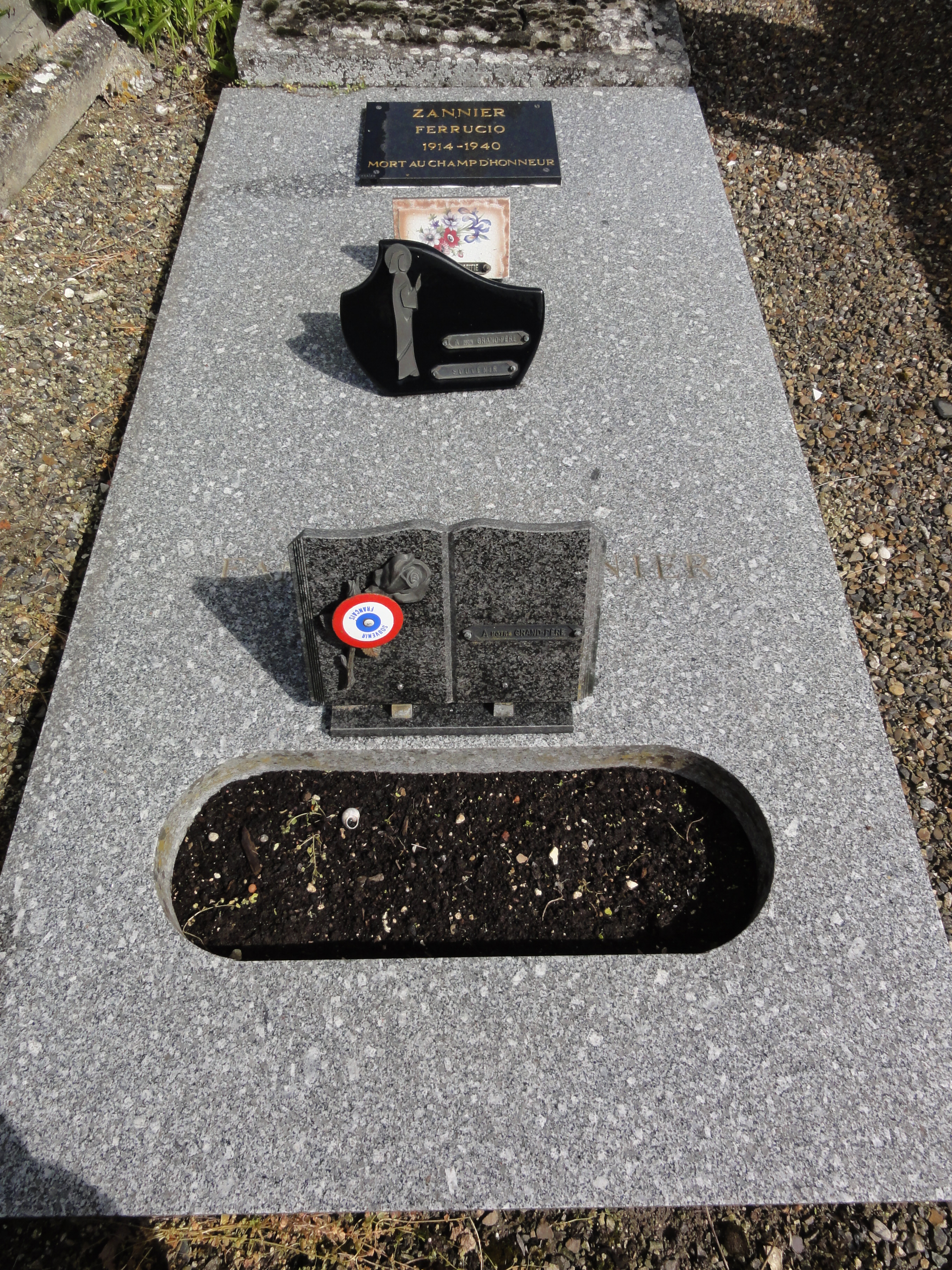
Tombe d'un soldat, 1940.

### Cartes postales anciennes

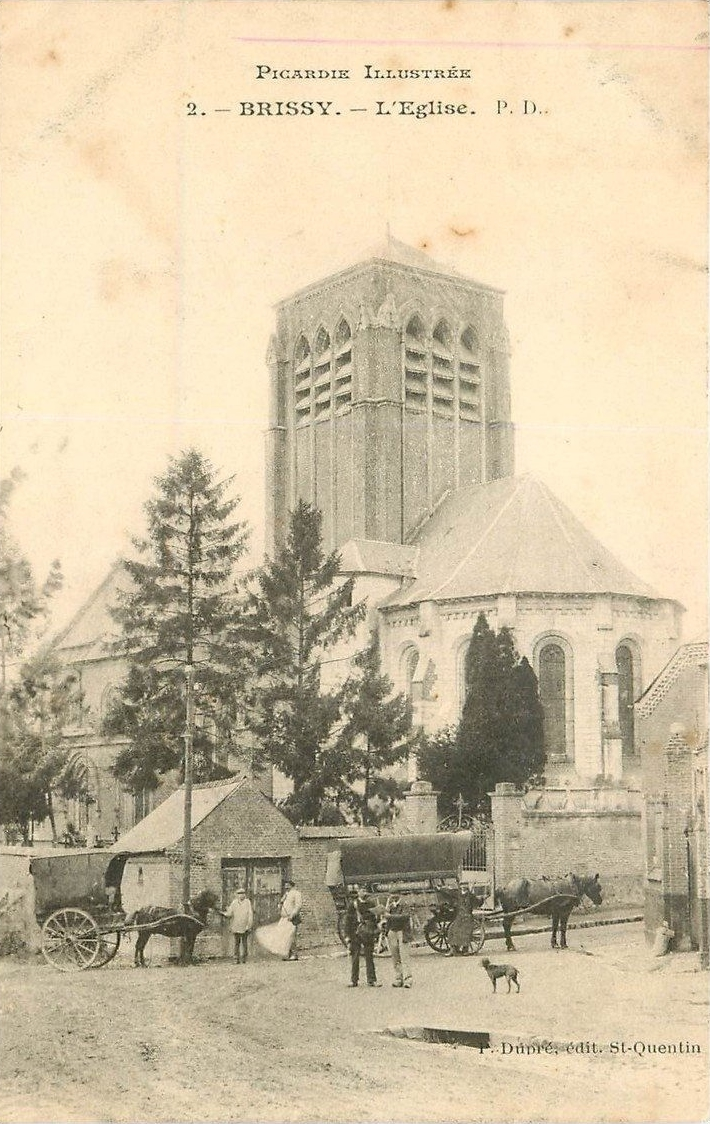
L'église vers 1910.
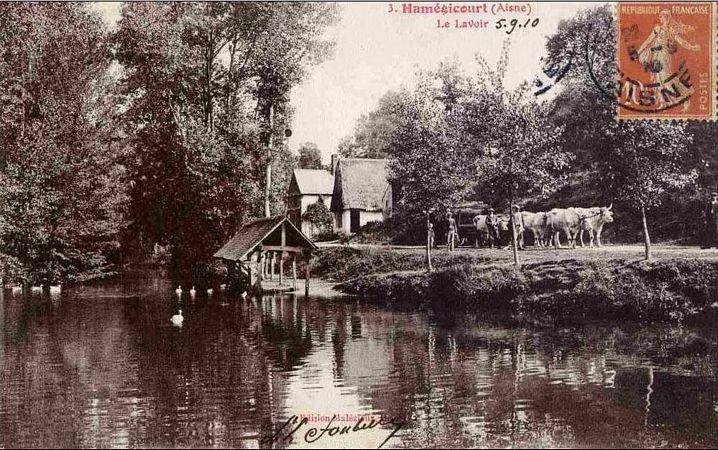
L'abreuvoir d'Hamégicourt en 1910.
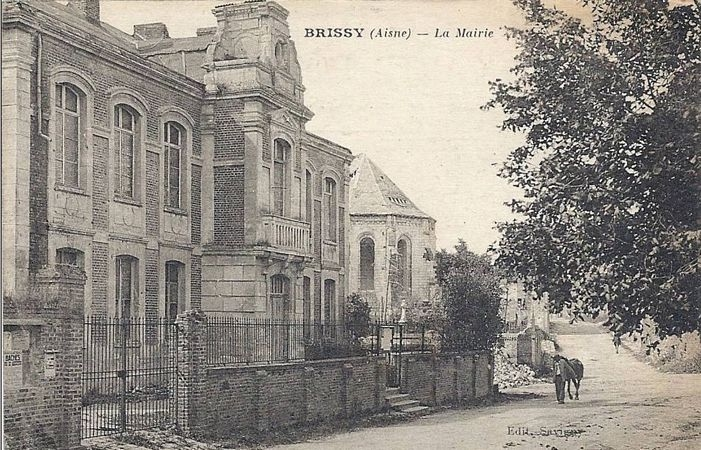
La mairie vers 1920.
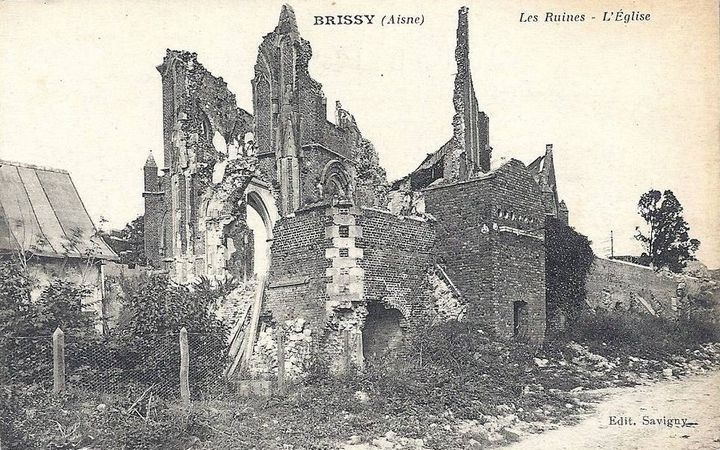
Ruines de l'église à l'issue de la guerre 14/18.
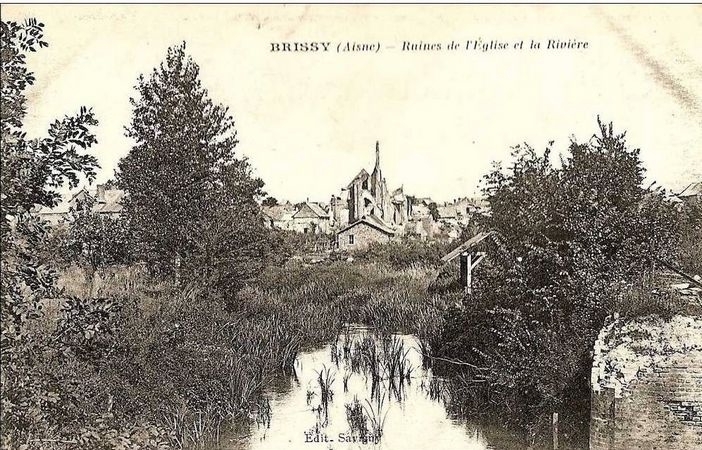
Ruines de l'église vers 1920.
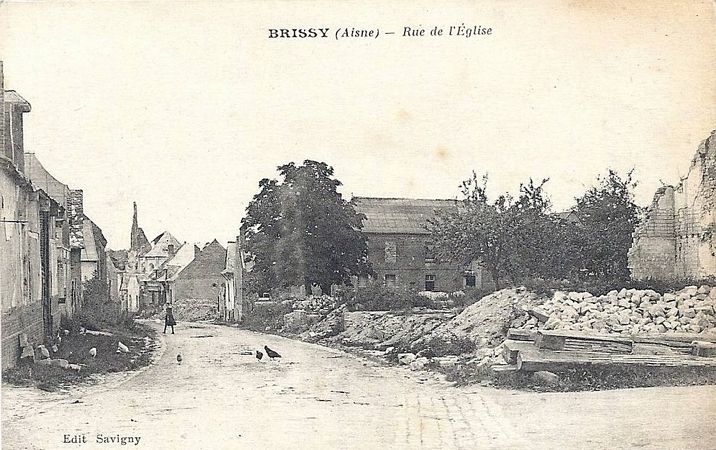
Ruines du village vers 1920.
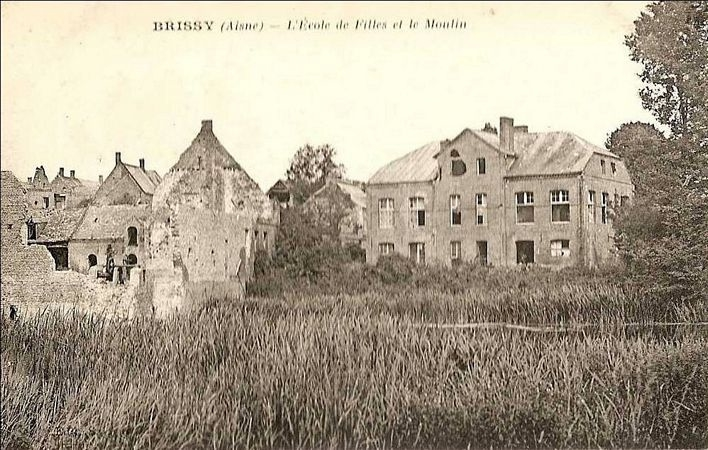
Ruines de l'école et du moulin vers 1920.

## Pour approfondir